# 星野由子
星野 由子（ほしの ゆうこ、旧姓：森本）は、日本の英語教育学者。千葉大学教育学部准教授。専門は英語教育および外国語教育。語彙習得、語彙テスト開発、英語教育支援ツールの開発に取り組んでいる。博士（言語学）。

## 経歴
- 茨城県出身。
- 2000年：茨城県立土浦第一高等学校卒業。
- 2004年：上智大学外国語学部英語学科卒業。
- 2009年：筑波大学大学院人文社会科学研究科二貫制博士課程修了。
- 2007年 - 2008年：筑波大学大学院特別研究員（DC2）。
- 2007年 - 2010年：麗澤大学外国語学部非常勤講師。
- 2006年 - 2007年：文教大学文学部非常勤講師。
- 2009年 - 2012年：東京富士大学経営学部専任講師。
- 2012年 - 2016年：東京富士大学経営学部准教授。
- 2016年 - 2019年：秀明大学学校教師学部准教授。
- 2019年 - 現在：千葉大学教育学部准教授。
- 2019年 - 2020年：秀明大学学校教師学部非常勤講師。
- 2021年 - 2022年：明海大学大学院応用言語学研究科非常勤講師。

## 研究分野
英語教育、外国語教育、語彙習得、語彙テスト開発、英語教育支援ツールの開発。

## 主な研究プロジェクト
- 中学入門期の診断用英語語彙テストの開発
- 小学校外国語教育における「読むこと」の基礎的研究
- 英語語彙サイズ推定ツールの開発
- 英語授業支援ツール「langtest」「AWSuM」の開発

## 開発ツール
- langtest：語彙テスト開発のための統計ソフトウェア。
- AWSuM：英語論文執筆支援ソフトウェア。

## 受賞
- 2005年：第18回英検研究助成・研究部門入賞。
- 2011年：全国英語教育学会 学会賞（学術奨励賞）共同受賞。

## 主な委員歴
- 小学校英語教育学会 事務局長（2023年4月 - 現在）
- 全国英語教育学会 紀要編集委員（2016年4月 - 現在）
- JACET学会賞・学術出版物選考委員（2016年4月 - 現在）
- 関東甲信越英語教育学会 学会誌委員（2013年10月 - 現在）
- JACET英語語彙研究会 副代表（2009年4月 - 現在）
- 他、多数

## 主な論文
- Hoshino, Y., & Shimizu, H. (2024). "How Many L2 Word Meanings Can Learners Recall?" Studies in Second Language Acquisition.
- 星野由子, 臼倉美里, 田村岳充 (2024). 「新出文法は本当に「新出」なのか」『関東甲信越英語教育学会紀要』。
- 星野由子 (2020). "Vocabulary Range and Characteristics of Words Appearing in Elementary School English Textbooks in Japan." 『全国英語教育学会学会誌』。
- 星野由子, 清水遥 (2019). 「小学校外国語活動で扱われるカタカナ語分析」『小学校英語教育学会誌』。
- ほか多数（約48本、詳細はresearchmap参照）。